# Quinto (Saragossa)
Quinto ist eine spanische Gemeinde in der Provinz Saragossa der Autonomen Region Aragonien. Sie liegt in der Comarca Ribera Baja del Ebro am Ebro.

## Geschichte
Während der Eisenzeit (zwischen 750 und 500 vor Christus) befand sich in der Gemeinde bereits eine erste Siedlung. Es handelte sich in erster Linie um einen Viehzüchter und Ackerbauern.
Der heutige Name dürfte aus der Zeit des antiken Roms herrühren. Denn es handelte sich um die fünfte Meile (lat. quinta milia) der Straße vom römischen Celsa (heute: Velilla de Ebro) nach Caesaraugusta (heute: Saragossa).
In der Zeit der arabischen Herrschaft über die iberische Halbinsel bestand eine Festung auf dem Hügel vor der Stadt. Die Festung wird heute als Castillo de Matamala bezeichnet. Nahe der überlieferten Ruinen befindet sich heute die Einsiedelei Unserer Lieben Frau von Matamala.
Während des Bürgerkriegs 1936–1939 war Quinto Frontstadt zwischen Republikanern und Francisten und wurde 1937/1938 weitgehend zerstört.

## Bevölkerungsentwicklung
| 1950 | 1970 | 1981 | 1991 | 2001 | 2011 | 2021 |
| ---- | ---- | ---- | ---- | ---- | ---- | ---- |
| 2477 | 2514 | 2331 | 2196 | 2121 | 2105 | 1937 |

## Sehenswürdigkeiten

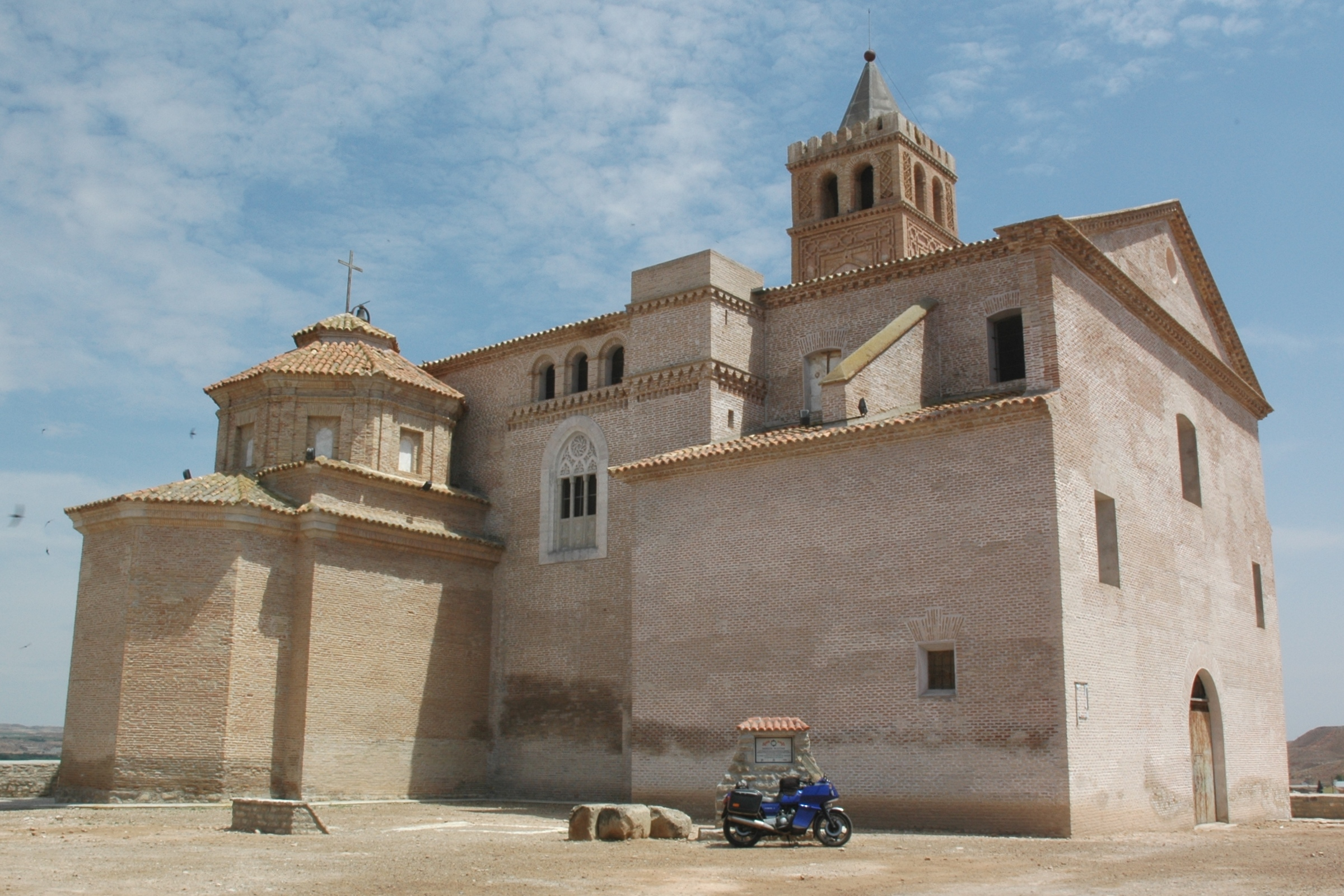
Kirche Mariä Himmelfahrt
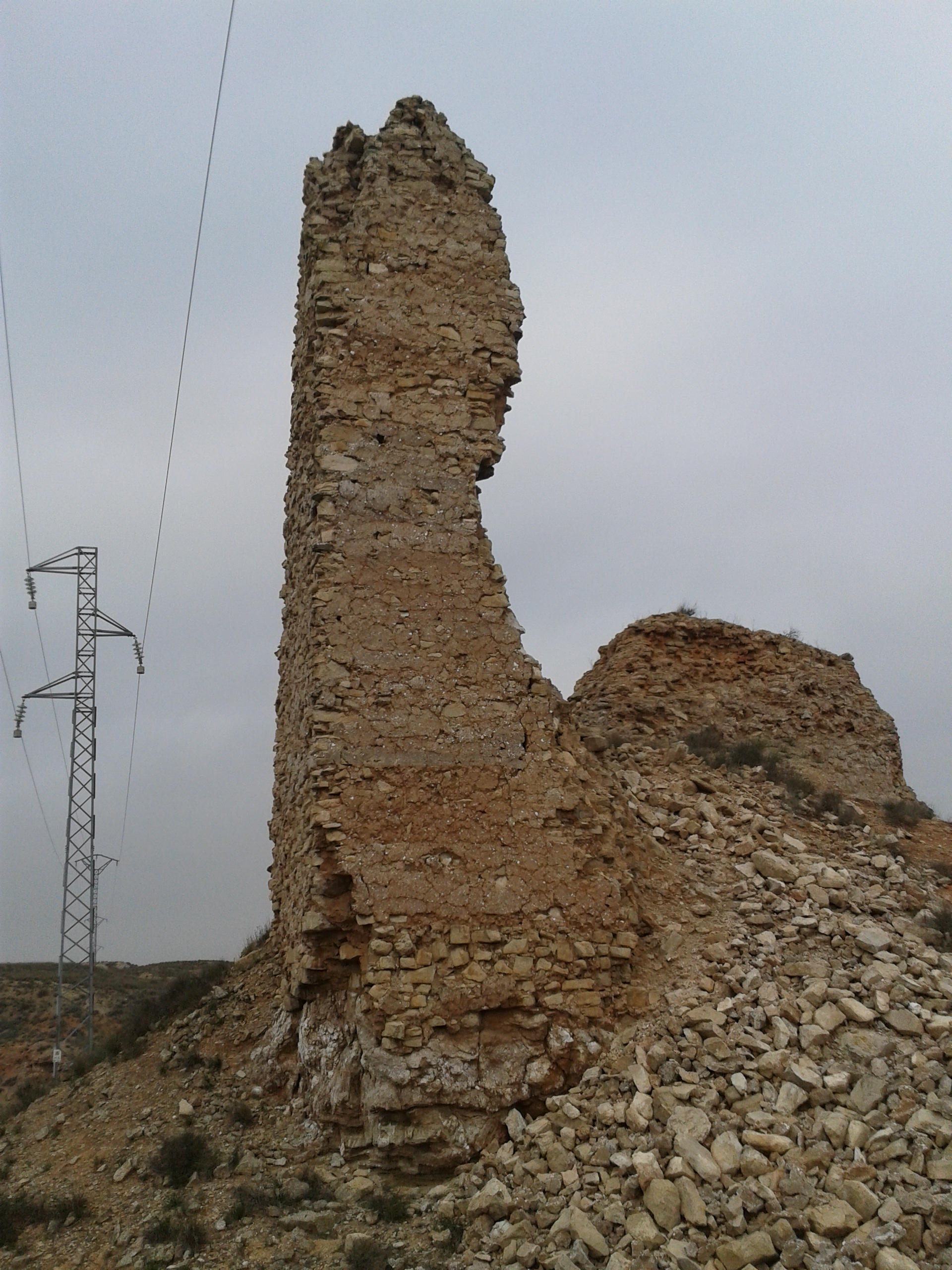
Festungsruine von Matamala (Castillo de Matamala)
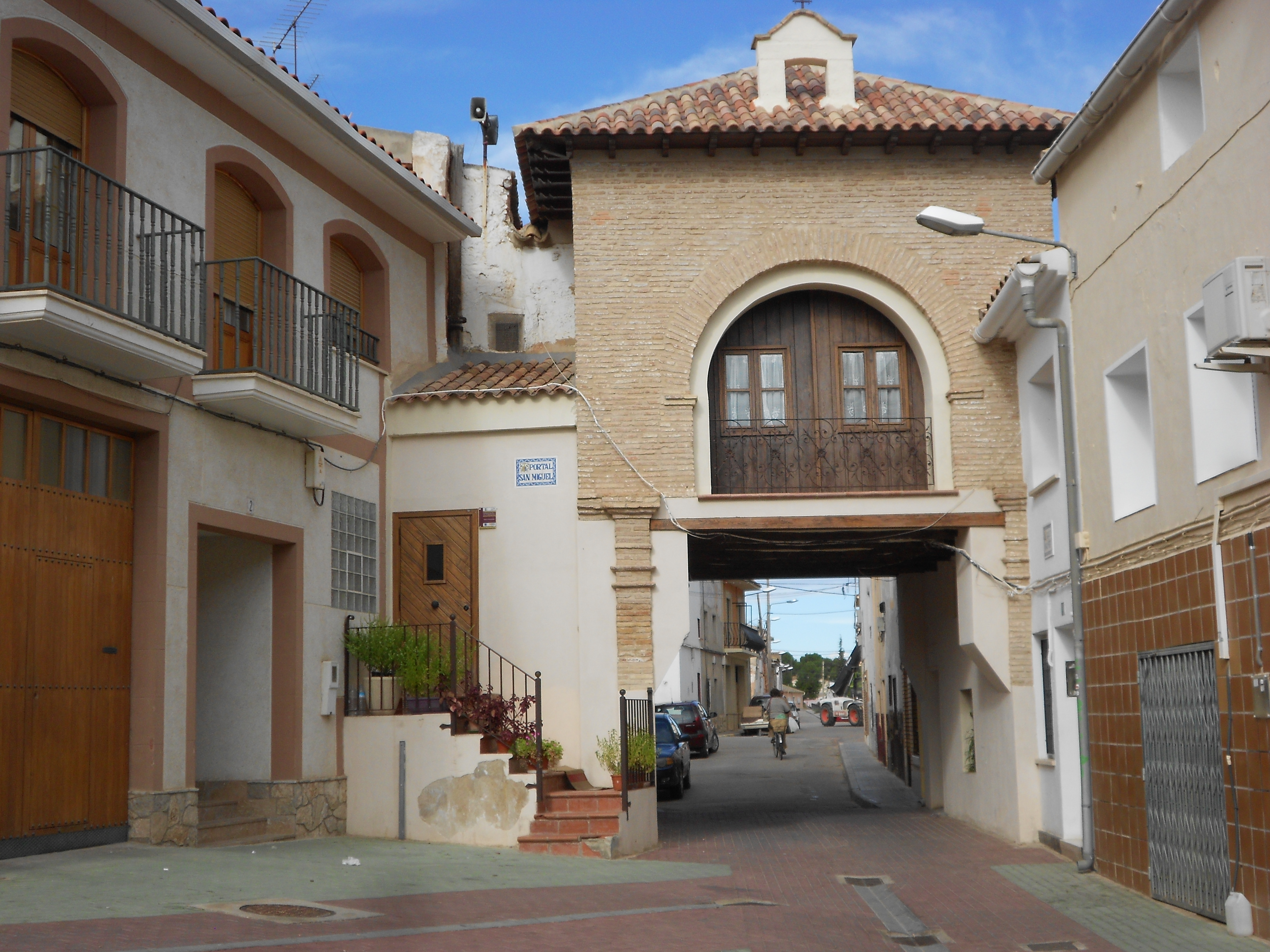
Mumienmuseum, das sich als erstes seiner Art in Spanien rühmt
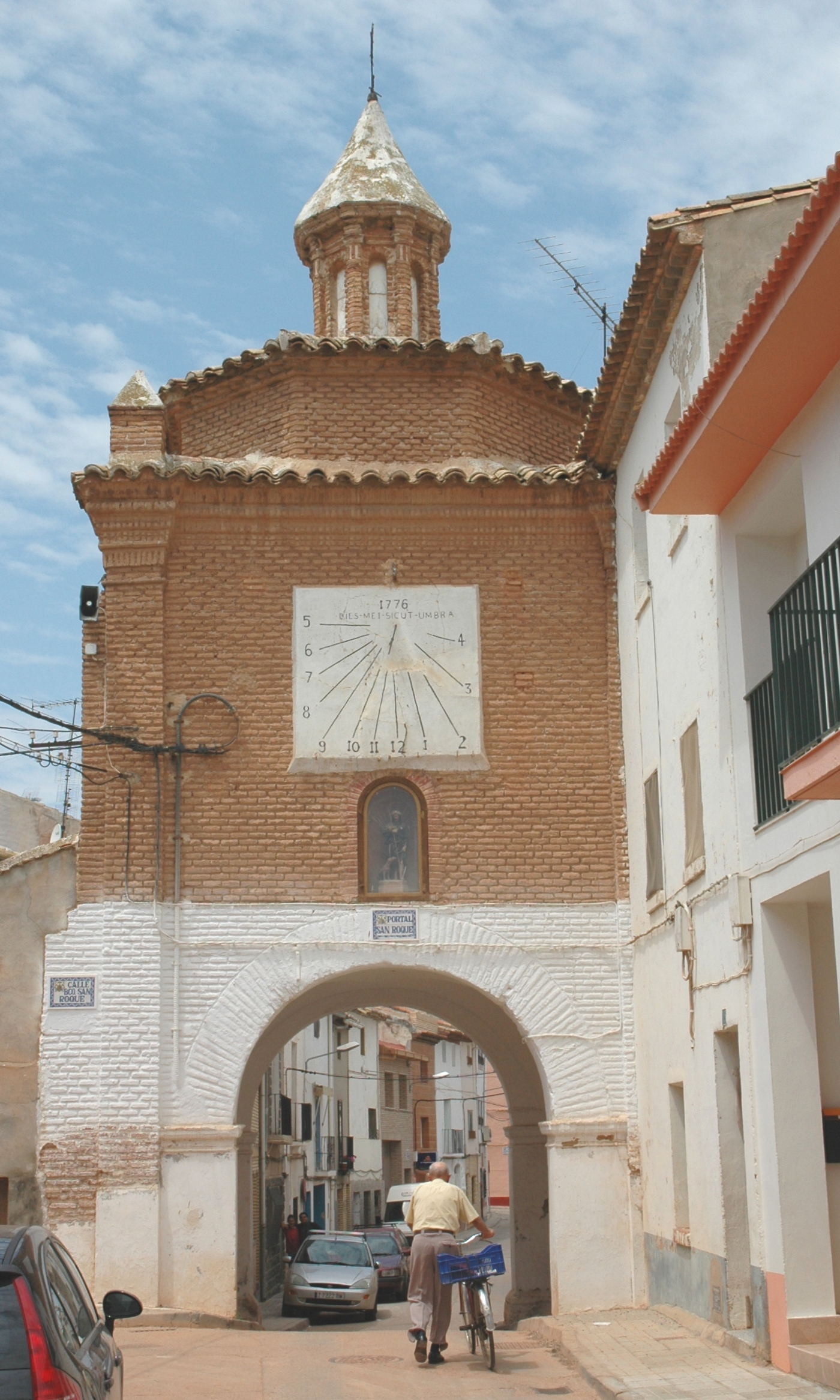
mehrere Portale
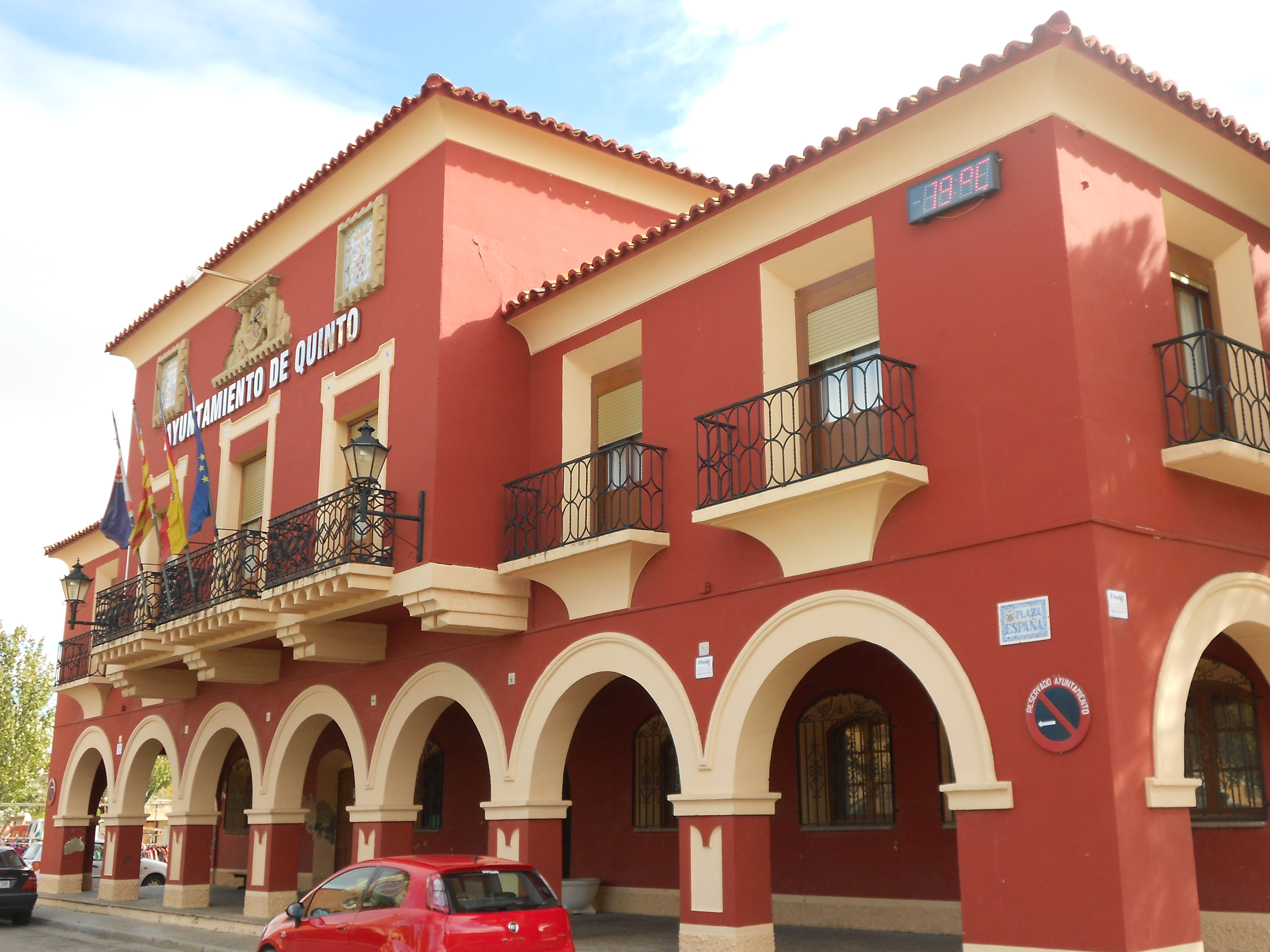
Rathaus

- Kirche Mariä Himmelfahrt
- Festungsruine von Matamala
- Portal San Miguel
- Portal San Roque
- Rathaus

## Persönlichkeiten
- Abdallah Ben Isa (gestorben 1135), arabischer Rechtsgelehrter
- Agustín Jardes (geboren 1729, Todesjahr unbekannt), Pharmazeut und Botaniker
- Enrique Jardiel Agustín (1864–1944), Journalist und Schriftsteller
- Conchita Carrillo (1928–2012), Hörfunksprecherin
- Jesús Usón Gargallo (* 1947), Chirurg
- Teo González (* 1964), bildender Künstler des Postminimalismus